# Kwartet Polski Zdzisława Jahnke

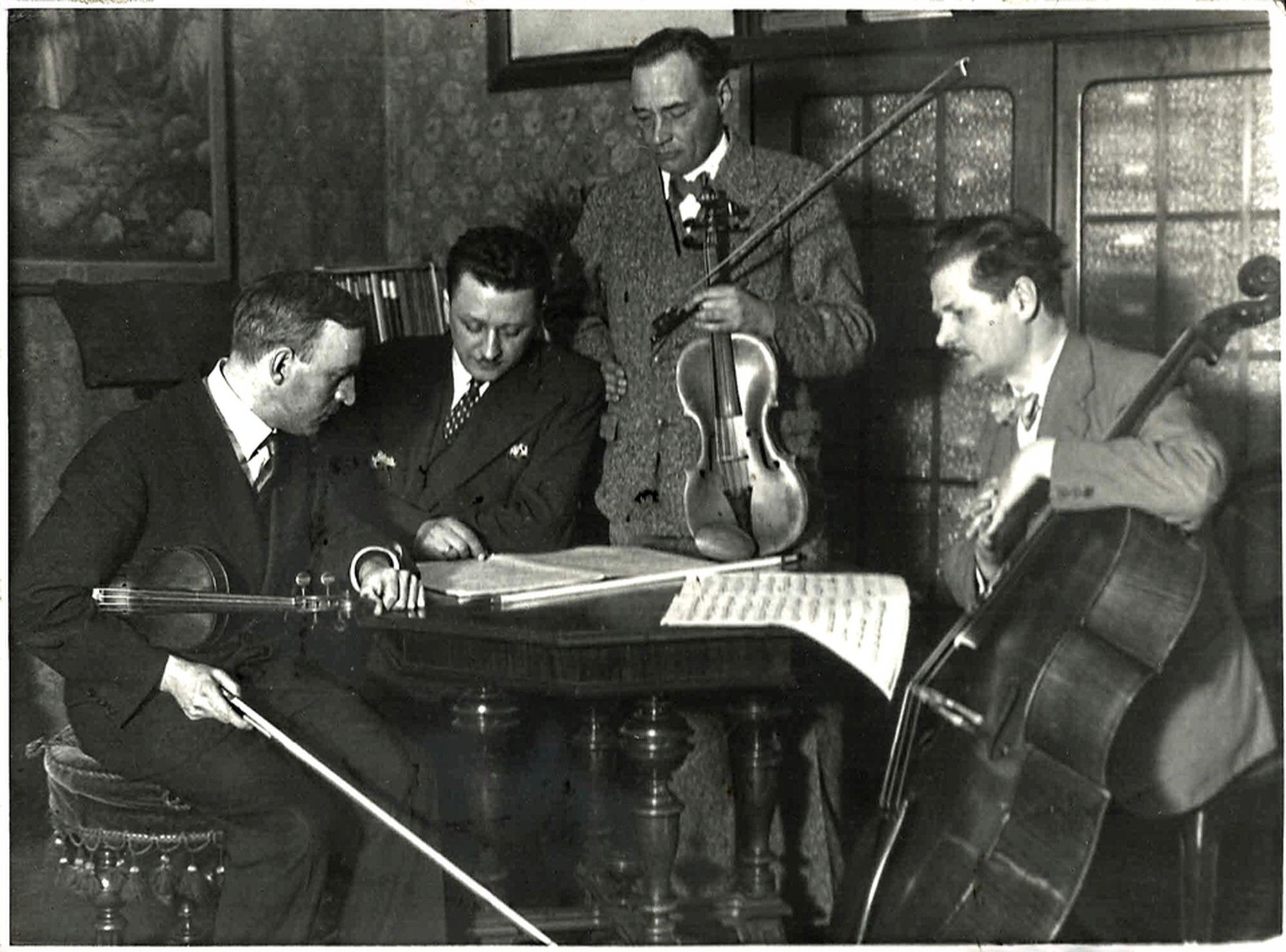
Kwartet Polski podczas jednej z pierwszych prób w 1921. Od lewej: Zdzisław Jahnke, Tadeusz Gonet, Tadeusz Szulc i Dezyderiusz Danczowski

Kwartet Polski został założony w roku 1920. W pierwszym składzie uczestniczyli:
- Zdzisław Jahnke – pierwsze skrzypce
- Tadeusz Gonet – drugie skrzypce
- Tadeusz Szulc – altówka
- Dezyderiusz Danczowski – wiolonczela.

W późniejszym okresie Tadeusza Goneta zastąpił Władysław Witkowski, następnie Ludwik Kwaśnik, Tadeusza Szulca Jan Rakowski. 
Zespół działał do roku 1948 – łącznie prawie 25 lat.
Repertuar zespołu obejmował utwory epoki klasycyzmu, romantyzmu i współczesności, w tym 50 kwartetów kompozytorów polskich.